# Austen Chamberlain
Sir Joseph Austen Chamberlain, KG (16. října 1863 Birmingham, Anglie – 17. března 1937 Londýn, Anglie) byl britský státník a nositel Nobelovy ceny za mír, syn úspěšného průmyslníka a politika Josepha Chamberlaina. Jako konzervativní politik byl ministrem několika konzervativních a koaličních vlád, ve funkci britského ministra zahraničí (1924–1929) se stal laureátem Nobelovy ceny míru. Jeho mladší bratr Neville Chamberlain byl později britským premiérem a signatářem Mnichovské dohody.

## Biografie
Narodil se v Birminghamu, kde se v té době jeho otec prosazoval jako úspěšný průmyslník. Vystudoval Trinity College v Cambridge, poté pokračoval ve studiích v Paříži a Berlíně, do Anglie se vrátil v roce 1888. Od roku 1892 až do smrti byl poslancem Dolní sněmovny, po boku otce patřil k liberálním unionistům, později přešel ke konzervativcům. V Salisburyho vládě zastával nižší funkce civilního lorda admirality (Civil Lord of the Admiralty, 1895–1900) a státního podtajemníka na ministerstvu financí (Financial Secretary to the Treasury, 1901–1902). V roce 1902 se stal členem Tajné rady a v letech 1902–1903 byl generálním poštmistrem. Po odchodu několika členů vlády (včetně Austenova otce Josepha) v říjnu 1903 se stal namísto Ch. Ritchie ministrem financí (lord kancléř pokladu, 1903–1905). Jako konzervativec byl v letech 1905–1915 v opozici, v roce 1911 byl kandidátem na předsednictví Konzervativní strany, ale přednost dostal umírněnější Andrew Bonar Law. V koaliční vládě za první světové války byl státním sekretářem pro Indii (1915–1917) a státním sekretářem bez portfeje (1918–1919), pak byl znovu ministrem financí (1919–1921). Ve funkci lorda strážce tajné pečeti byl zároveň mluvčím vlády v Dolní sněmovně (1921–1923).
Ve funkci ministra zahraničí (1924–1929) zorganizoval mezinárodní konferenci v Locarnu (1925), poté získal Nobelovu cenu za mír (1925), stal se rytířem Podvazkového řádu (1925) a byl povýšen do šlechtického stavu. Jako ministr zahraničí připojil Británii k Briand-Kelloggovu paktu (1928). Členem vlády byl naposledy v rámci MacDonaldova koaličního kabinetu jako ministr námořnictva (1931). Z vlády sice brzy odešel, ale jako vlivný poslanec ji podporoval v Dolní sněmovně. Kritizoval však zahraniční politiku, což částečně pramenilo z jeho sympatií k fašistické Itálii. V roce 1935 byl znovu kandidátem na post ministra zahraničí, v závěru své poslanecké kariéry kritizoval politiku svého mladšího bratra Nevilla.
V letech 1925–1928 byl lord–rektorem univerzity v Glasgow, v letech 1935–1937 kancléřem univerzity v Readingu, čestné doktoráty získal v Oxfordu, Torontu, Sheffieldu, Glasgow, Birminghamu, Readingu a Lyonu.
V roce 1906 se oženil s Ivy Dundas (1878–1941), z jejich manželství se narodili dva synové a jedna dcera.